# Левитт, Дилан
Дилан Джеймс Кристофер Левитт (англ. Dylan James Christopher Levitt; родился 17 ноября 2000, Боделуэддан, Денбишир) — валлийский футболист, полузащитник клуба «Хиберниан». Выступал за сборную Уэльса.

## Клубная карьера
Воспитанник футбольной академии «Манчестер Юнайтед». Присоединился к клубу в восьмилетнем возрасте. В апреле 2018 года подписал свой первый профессиональный контракт.
В основном составе «Манчестер Юнайтед» дебютировал 28 ноября 2019 года в матче группового этапа Лиги Европы против «Астаны».
8 сентября 2020 года отправился в аренду в клуб Лиги 1 «Чарльтон Атлетик». 8 января 2021 года вернулся в «Манчестер Юнайтед», сыграв за «Чарльтон Атлетик» только 5 матчей. 15 февраля 2021 года отправился в аренду в хорватский клуб «Истра 1961».
20 августа 2021 года отправился в аренду в шотландский клуб «Данди Юнайтед». Забив 6 голов полузащитник сыграл важную роль в выходе команды в еврокубки.
7 июля 2022 года перешёл в «Данди Юнайтед» на постоянной основе, подписав двухлетний контракт. Дилан быстро стал важным игроком команды и по статистическим показателям стал одним из лучших в чемпионате Шотландии.
В начале сезона 2023/24 перешёл в другой шотландский клуб — «Хиберниан».

## Карьера в сборной
Выступал за сборные Уэльса до 17, до 19 и до 21 года.
В мае 2019-о года впервые был вызван во взрослую сборную Уэльса. 3 сентября 2020 года дебютировал за первую сборную Уэльса в матче против сборной Финляндии.
Был в заявке сборной на чемпионат мира 2022, но на поле так и не вышел.